# James Lascelles
James Edward Lascelles (ur. 5 października 1953 w Bayswater, Londyn) – brytyjski muzyk, syn George’a Lascellesa i Marion Stein. Znajduje się w linii sukcesji do tronu brytyjskiego.

## Życiorys
Urodził się 5 października 1953 w Bayswater w Londynie jako drugi syn George’a Lascellesa i Marion Stein.
W młodości pobierał nauki gry na pianinie i perkusji. Dorastając zainteresował się bluesem, jazzem i rock&rollem. W latach 70. był jednym z założycieli Global Village Trucking Company znanego jako „The Glob’s”. Członkowie grupy mieszkali w Norfolk. Zespół grywał na różnych festiwalach, przeglądach i koncertach dobroczynnych. W 1973 nagrali album Greasy Truckers Live at Dingwalls Dance Hall. Tego samego roku stacja BBC nakręciła reportaż poświęcony zespołowi. Kilka lat później Global Village Trucking Company uległ rozwiązaniu. Muzyk związał się wobec tego z zespołem The Breakfast Band, z którym wydał albumy Dolphin Ride i Waters Edge.
Zaangażował się w produkcje muzyczne przy wydawaniu muzyki plemiennej z Afryki i Meksyku. Komponował utwory dla teatrów i filmów. W 2011 założył zespół The Ivory Brothers.

## Małżeństwa i dzieci
James Lascelles był trzykrotnie żonaty. Po raz pierwszy związek małżeński zawarł 4 kwietnia 1973 z Fredericą Anną Duhrssen. Para rozwiodła się w 1985. Z tego związku miał dwoje dzieci:
- Sophie Amber Lascelles (ur. 1 października 1973) – od 11 czerwca 2011 jej mężem jest Timothy Pearce. Przed małżeństwem para doczekała się córki Liliandy (2010),
- Rowan Nash Lascelles (ur. 6 listopada 1977),

Drugie małżeństwo zawarł 4 maja 1985 z Lori Susan Lee. Para rozstała się w 1996. Z tego małżeństwa także doczekał się dwójki dzieci:
- Tanit Lascelles (ur. 1 lipca 1981),
- Tewa Ziyane Robert George Lascelles (ur. 8 czerwca 1985) – w 2008 poślubił Cynthie Ramirez. W 2014 urodził im się syn.

Po raz trzeci ożenił się 30 stycznia 1999 z aktorką Joy Elias-Rilwan.

## Dyskografia
Global Village Trucking Company
- Greasy Truckers Live at Dingwalls Dance Hall (1973)
- Global Village Trucking Company (1975)

The Breakfast Band
- Dolphin Ride
- Waters Edge

Solo
- Turn off the Lights (2004)

Mandyleigh Storm
- Fire & Snow (2008)